# Neuroendocrinología
La neuroendocrinología es la rama de la fisiología que estudia la interacción entre el sistema nervioso y el sistema endocrino; es decir, cómo el cerebro regula la actividad hormonal en el cuerpo. Los sistemas nervioso y endocrino actúan juntos en un proceso llamado integración neuroendocrina, para regular los procesos fisiológicos del cuerpo humano. La neuroendocrinología surgió del reconocimiento de que el cerebro, especialmente el hipotálamo, controla la secreción de hormonas de la glándula pituitaria y, posteriormente, se ha expandido para investigar numerosas interconexiones de los sistemas endocrino y nervioso.
El sistema endocrino consta de numerosas glándulas en todo el cuerpo que producen y secretan hormonas de estructura química diversa, incluidos péptidos, esteroides y neuroaminas. En conjunto, las hormonas regulan muchos procesos fisiológicos. El sistema neuroendocrino es el mecanismo por el cual el hipotálamo mantiene la homeostasis, regulando la reproducción, el metabolismo, la conducta de comer y beber, la utilización de energía, la osmolaridad y la presión arterial.

## Sistema neuroendocrino
El sistema neuroendocrino es el mecanismo por el cual el hipotálamo mantiene la homeostasis, regulando la reproducción, el metabolismo, la conducta de comer y beber, la utilización de energía, la osmolaridad y la presión arterial.

### Hipotálamo

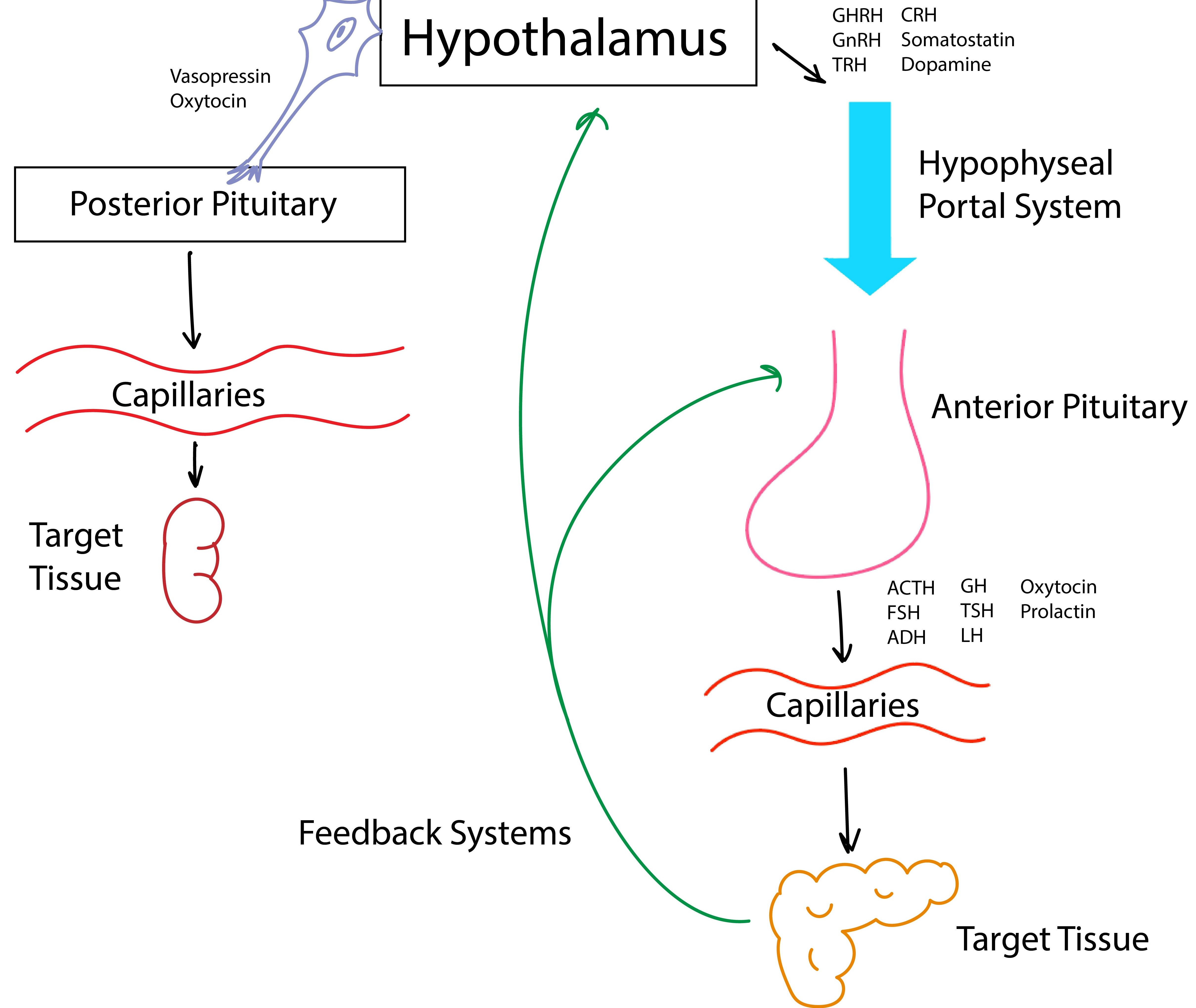
Interacción hipotalámica con las Hipófisis. El hipotálamo produce las hormonas oxitocina y vasopresina en sus células endocrinas (izquierda). Estos se liberan en las terminaciones nerviosas de la glándula pituitaria posterior (neurohipófisis) y luego se secretan a la circulación sistémica. El hipotálamo libera hormonas trópicas en el sistema portal hipofisario a la hipófisis anterior (derecha). Luego la hipófisis anterior (adenohipófisis), secreta hormonas tróficas en la circulación que provocan diferentes respuestas de varios tejidos diana. Estas respuestas luego devuelven la señal al hipotálamo y la pituitaria anterior para que dejen de producir o continúen produciendo sus señales precursoras.

Al hipotálamo se lo conoce comúnmente como el centro de retransmisión del cerebro debido a su papel en la integración de entradas de todas las áreas del cerebro y la producción de una respuesta específica. En el sistema neuroendocrino, el hipotálamo recibe señales eléctricas de diferentes partes del cerebro y traduce esas señales eléctricas en señales químicas en forma de hormonas o factores liberadores. Estos productos químicos se transportan luego a la hipófisis (eje hipotálamo-hipofisario) y de allí a la circulación sistémica.

### Glándula pituitaria
La hipófisis o glándula pituitaria, se divide en tres lóbulos: la pituitaria anterior, el lóbulo pituitario intermedio y la pituitaria posterior. El hipotálamo controla la secreción de hormonas de la hipófisis anterior, enviando factores de liberación, llamados hormonas trópicas, mediante el sistema portal hipotálamohipofisario. Por ejemplo, la hormona liberadora de tirotropina liberada por el hipotálamo en el sistema portal estimula la secreción de hormona estimulante de la tiroides por la hipófisis anterior.
La hipófisis posterior está inervada directamente por el hipotálamo; las hormonas oxitocina y vasopresina son sintetizadas por células neuroendocrinas en el hipotálamo y almacenadas en las terminaciones nerviosas de la hipófisis posterior. Son secretadas directamente a la circulación sistémica por las neuronas hipotalámicas.

### Principales ejes neuroendocrinos
La oxitocina y la vasopresina (también llamada hormona antidiurética), las dos hormonas de la  «glándula pituitaria posterior» (la neurohipófisis), se secretan directo desde las terminaciones nerviosas de las células neurosecretoras magnocelulares hacia la circulación sistémica. Los cuerpos celulares de las neuronas de oxitocina y vasopresina se encuentran en el núcleo paraventricular y el núcleo supraóptico del hipotálamo, y la actividad eléctrica de estas neuronas está regulada por entradas sinápticas aferentes de otras regiones del cerebro.
Por el contrario, las hormonas de la «glándula pituitaria anterior» (adenohipófisis) se secretan a partir de células endocrinas que, en los mamíferos, no están inervadas directamente, pero la secreción de estas hormonas (hormona adrenocorticotrófica, hormona luteinizante, hormona estimulante del folículo, la hormona estimulante del tiroides, prolactina y hormona del crecimiento) permanece bajo el control del hipotálamo. 

El hipotálamo controla la adenohipófisis a través de los, llamados inicialmente, «factores hipotalámicos», que se separaron en «factores liberadores» y «factores inhibidores» de la liberación. Estos factores fueron identificados modernamente como hormonas liberadoras e inhibidoras, segregadas por las neuronas hipotalámicas dentro de los vasos sanguíneos de la base del cerebro, en la eminencia media. Estos vasos del sistema porta#Sistema Porta hipotálamo-hipófisis, transportan las hormonas hipotalámicas a la hipófisis anterior, donde se unen a receptores específicos en la superficie de las células productoras de hormonas.
Por ejemplo, la secreción de la hormona del crecimiento está controlada por dos sistemas neuroendocrinos: las neuronas de la hormona liberadora de la hormona del crecimiento (GHRH) y las neuronas de la somatostatina, que estimulan e inhiben la secreción de GH, respectivamente. Las neuronas GHRH están ubicadas en el núcleo arqueado del hipotálamo, mientras que las células de somatostatina involucradas en la regulación de la hormona del crecimiento se encuentran en el núcleo Periventricular. Estos dos sistemas neuronales proyectan axones a la eminencia media, donde liberan sus péptidos en los vasos sanguíneos portales, para su transporte a la adenohipófisis. La hormona del crecimiento se secreta en pulsos, que surgen de episodios alternos de liberación de GHRH y liberación de somatostatina, que pueden reflejar interacciones neuronales entre las células de GHRH y somatostatina, y retroalimentación negativa de la hormona del crecimiento.

### Funciones
Los sistemas neuroendocrinos: 
- controlan la reproducción[9] en todos sus aspectos, desde la vinculación hasta la conducta sexual. Controlan la espermatogénesis y el ciclo ovárico, el parto, la lactancia y el comportamiento maternal.
- Controlan la respuesta del cuerpo al estrés[10] y las infecciones.[11]
- Regulan el metabolismo del cuerpo, influyen en el comportamiento de comer y beber, e influyen en cómo se utiliza la ingesta de energía, es decir, cómo se metaboliza la grasa.[12] Influyen y regulan el estado de ánimo,[13] los líquidos corporales y la homeostasis de electrolitos,[14] y la presión arterial.[15]

Las neuronas del sistema neuroendocrino son grandes; son mini fábricas para producir productos secretores; sus terminales nerviosas son grandes y están organizadas en campos terminales coherentes; su producción a menudo se puede medir fácilmente en la sangre; y lo que hacen estas neuronas y los estímulos a los que responden están fácilmente abiertos a hipótesis y experimentos.

## Historia
El estudio de las funciones de coordinación del sistema nervioso y del sistema endocrino, creó la disciplina de la neuroendocrinología que ejerce el control de las funciones del organismo.

### Pioneros
Ernst y Berta Scharrer, de la Universidad de Munich, la Facultad de Medicina Albert Einstein se les atribuye como cofundadores del campo de la neuroendocrinología sus observaciones y propuestas iniciales en 1945 en relación con los neuropéptidos .
Geoffrey Harris es considerado por muchos como el padre de la neuroendocrinología. A Harris, profesor de anatomía del Dr. Lee en la Universidad de Oxford, se le atribuye haber demostrado que la glándula pituitaria anterior de los mamíferos está regulada por hormonas secretadas por las neuronas hipotalámicas en la circulación portal hipotalámica. Por el contrario, las hormonas de la glándula pituitaria posterior se secretan a la circulación sistémica directamente desde las terminaciones nerviosas de las neuronas hipotalámicas. Este trabajo fundamental se realizó en colaboración con Dora Jacobsohn de la Universidad de Lund.
Los primeros de estos factores que se identifican son la hormona liberadora de tirotropina (TRH) y la hormona liberadora de gonadotropina (GnRH). TRH es un pequeño péptido que estimula la secreción de la hormona estimulante de la tiroides; la GnRH (también llamada hormona liberadora de hormona luteinizante) estimula la secreción de la hormona luteinizante y la hormona estimulante del folículo.
Roger Guillemin, estudiante de medicina de la Facultad de Medicina de Lyon, y Andrew W. Schally de la Universidad de Tulane aislaron estos factores del hipotálamo de ovejas y cerdos, y luego identificaron sus estructuras. Guillemin y Schally fueron galardonados con el Premio Nobel de Fisiología y Medicina en 1977 por sus contribuciones a la comprensión de "la producción de hormonas peptídicas del cerebro".
En 1952, Andor Szentivanyi, de la Universidad del Sur de Florida, y Geza Filipp escribieron el primer artículo de investigación del mundo que mostraba cómo el control neuronal de la inmunidad tiene lugar a través del hipotálamo.

### Alcance moderno
Hoy en día, la neuroendocrinología abarca una amplia gama de temas que surgieron directa o indirectamente del concepto central de  neuronas neuroendócrinas.

Las neuronas neuroendocrinas controlan las gónadas, cuyos esteroides sexuales, a su vez, influyen en el cerebro, al igual que los corticosteroides secretados por la glándula suprarrenal bajo la influencia de la hormona adrenocorticotrópica. 
El estudio de estas retroalimentaciones pasó a ser competencia de los neuroendocrinólogos. 

Los péptidos secretadas en la sangre por las neuronas neuroendocrinas hipotalámicas, demostraron ser liberados también en el cerebro, y las acciones centrales a menudo parecían complementar las acciones periféricas. Por lo tanto, comprender estas acciones centrales también se convirtió en el dominio de los neuroendocrinólogos, a veces incluso cuando estos péptidos surgían en partes muy diferentes del cerebro que parecían cumplir funciones no relacionadas con la regulación endocrina. 

Se descubrieron neuronas neuroendocrinas en el sistema nervioso periférico, regulando, por ejemplo, la digestión. Las células de la médula suprarrenal que liberan adrenalina y noradrenalina demostraron tener propiedades entre las células endocrinas y las neuronas, y demostraron ser sistemas modelo sobresalientes, para el estudio de los mecanismos moleculares de la exocitosis. Y estos también se han convertido, por extensión, en sistemas neuroendocrinos.
Los sistemas neuroendocrinos han sido importantes para nuestra comprensión de muchos principios básicos en neurociencia y fisiología, por ejemplo, nuestra comprensión del acoplamiento estímulo-secreción. Los orígenes y la importancia de los patrones en la secreción neuroendocrina siguen siendo temas dominantes en la neuroendocrinología actual.
La neuroendocrinología también se utiliza como parte integral de la comprensión y el tratamiento de los trastornos neurobiológicos del cerebro. Un ejemplo es el aumento del tratamiento de los síntomas del estado de ánimo con hormona tiroidea. Otro es el hallazgo de un problema de transtiretina (transporte de tiroxina) en el líquido cefalorraquídeo de algunos pacientes diagnosticados con esquizofrenia.

## Técnicas experimentales
Desde los experimentos originales de Geoffrey Harris que investigan la comunicación del hipotálamo con la glándula pituitaria, se ha aprendido mucho sobre los detalles mecánicos de esta interacción. Se han empleado varias técnicas experimentales. Los primeros experimentos se basaron en gran medida en las técnicas de electrofisiología utilizadas por Hodgkin y Huxley. Los enfoques recientes han incorporado varios modelos matemáticos para comprender los mecanismos previamente identificados y predecir la respuesta sistémica y la adaptación en diversas circunstancias.

### Electrofisiología
Los experimentos de electrofisiología se utilizaron en los primeros días de la neuroendocrinología para identificar los sucesos fisiológicos en el hipotálamo y la pituitaria posterior especialmente. En 1950, Geoffrey Harris y Barry Cross describieron la vía de la oxitocina mediante el estudio de la liberación de oxitocina en respuesta a la estimulación eléctrica. En 1974, Walters y Hatton investigaron el efecto de la deshidratación del agua estimulando eléctricamente el núcleo supraóptico, el centro hipotalámico responsable de la liberación de vasopresina. Glenn Hatton estudió la fisiología del sistema neurohipofisario, que implicó el estudio de las propiedades eléctricas de las neuronas hipotalámicas, lo que permitió investigar el comportamiento de estas neuronas y los efectos fisiológicos resultantes. El estudio de la actividad eléctrica de las células neuroendocrinas permitió la eventual distinción entre 'neuronas del sistema nervioso central', células neuroendócrinas y células endocrinas.

### Modelos matemáticos
El modelo de Hodgkin-Huxley traduce datos sobre la corriente de un sistema a un voltaje específico en datos dependientes del tiempo que describen el potencial de membrana. Los experimentos que utilizan este modelo generalmente se basan en el mismo formato y supuestos, pero varían las ecuaciones diferenciales para responder a sus preguntas particulares. Se ha descubierto mucho acerca de la vasopresina, GnRH, somatótrofos, corticotrofos y hormonas lactotróficas este método.
El modelo de integración y disparo tiene como objetivo la simplicidad matemática en la descripción de sistemas biológicos. Describe el umbral de actividad de una neurona. Al enfocarse solamente en este aspecto, el modelo reduce exitosamente la complejidad de un sistema complicado; sin embargo, ignora los mecanismos de acción reales y los reemplaza con funciones, reglas que gobiernan cómo la salida de un sistema se relaciona con su entrada. Este modelo se ha utilizado para describir las hormonas liberadas a la glándula pituitaria posterior: oxitocina y vasopresina.
El modelo de campos funcionales o medios se basa en la premisa cuanto más simple, mejor. Se esfuerza por reducir la complejidad del modelado de sistemas multifacéticos mediante el uso de una sola variable para describir una población completa de células. La alternativa sería utilizar un conjunto diferente de variables para cada población. Este modelo se ha empleado para describir varios sistemas, especialmente los relacionados con el ciclo reproductivo (ciclos menstruales, hormona luteinizante, oleadas de prolactina). También existen modelos funcionales para representar la secreción de cortisol y la secreción de hormona del crecimiento.